# Choristostigma plumbosignalis
Choristostigma plumbosignalis is een vlinder uit de familie van de grasmotten (Crambidae), uit de onderfamilie van de Spilomelinae. De wetenschappelijke naam van deze soort is voor het eerst gepubliceerd in 1888 door Charles Henry Fernald.
De soort komt voor in de Verenigde Staten.